# Conquista mongola de Xia occidental
La conquista mongola de Xia occidental enfrentó al Imperio mongol y a la dinastía Tangutia de Xia occidental. Esperando obtener botín y un nuevo estado vasallo, el líder mongol Gengis Kan dirigió varias incursiones contra Xia occidental antes de lanzar una invasión a gran escala en 1209, la primera gran invasión de Genghis y el comienzo de la conquista de China.
Después de un asedio de casi un año a la capital, Yinchuan, aunque el desvío de un río inundó accidentalmente el campamento mongol, el emperador Tangutio Li Anquan se rindió en enero de 1210. Durante casi una década los Xia occidentales sirvieron a los mongoles como vasallos y les ayudaron en la guerra contra los Jin, pero cuando Gengis partió a la invasión de Corasmia en 1219, Xia occidental intentó escindirse y aliarse con los Jin y los Song. Enfurecido por esta traición, en 1225 Genghis Khan envió una segunda expedición, con la intención de aniquilar la cultura Xia occidental, y destruyó sistemáticamente las ciudades y el campo, culminando en el asedio de la capital en 1227. Hacia el final del sitio, en agosto de 1227, Genghis murió y, tras su muerte, Yinchuan cayó en manos de los mongoles. La mayor parte de su población fue masacrada.

## Contexto
La dinastía Xia occidental, también llamada Xi-Xia, o imperio tangut, o Minya, surgió en 1038, y se extendió por lo que ahora es el noroeste provincias chinas de Ningxia, Gansu, el este de Qinghai, el norte de Shaanxi, el noreste de Xinjiang, el sudoeste de Mongolia Interior, y el extremo meridional de Mongolia Exterior. De tamaño bastante reducido Xia Occidental se enfrentaba a vecinos más grandes y poderosos: la Dinastía Liao, al este y noreste, y la Dinastía Song, al sureste. Cuando surgió en 1115 la Dinastía Jin y desplazó a los Liao, Xia Occidental finalmente aceptó el estatus de vasallo del nuevo imperio Jin. Gracias a su apoyo a los Jin contra los Song, Xia pudo ampliar su territorio a costa de las posesiones Song. Sin embargo, las relaciones entre Xia occidental y Jin fueron enfriándose con el tiempo.
A la muerte de su cuarto gobernante, Renzong, Huanzong tomó el trono y el poder de Xia comenzó a declinar. Aunque militarmente inferior a sus vecinos Jin, Xia occidental aún ejercía una influencia significativa en las estepas del norte. El estado a menudo recibía a los líderes Keraitas que habían sido depuestos por sus conexiones comerciales, así como por la posibilidad de utilizarlos como líderes debido a las estrechas conexiones comerciales con las estepas y debido a la posibilidad de utilizar a los refugiados como instrumentos en la Meseta de Mongolia. A finales de 1190 y principios de 1200, Temujin, el futuro Genghis Khan, comenzó a consolidar su poder en Mongolia. Tras la muerte de líder Keraita Ong Khan frente al emergente Imperio Mongol en 1203, el Nilqa Senggum encabezó una pequeña banda de seguidores hacia Xia occidental. Sin embargo, después de que sus seguidores saquearan a los lugareños, Nilqa Senggum fue expulsado de Xia.

## Ataques previos
Usando como pretexto la presencia de Nilga Senggum en Xia, Temujin lanzó un primer ataque en 1205 sobre la región de Edsin. Los mongoles saquearon los asentamientos fronterizos y un noble local de Xia occidental aceptó a los mongoles como señores. Durante una incursión por Ganzhou (actual Zhangye), los mongoles capturaron al hijo del comandante de la ciudad, que se unió al servicio mongol y tomó el nombre mongol de Chagaan, llegando a convertirse en comandante de la guardia personal de Temujin. Al año siguiente, 1206, Temujin fue proclamado formalmente Genghis Khan, gobernante de todos los mongoles, marcando el inicio oficial del Imperio mongol, mientras que Li Anquan mató a Huanzong de Xia occidental en un golpe de Estado y se instaló como el emperador Xiangzong. En 1207, Genghis realizó otra incursión en Xia, invadiendo el Meandro de Ordos y saqueando Wuhai, el principal puesto militar a lo largo de la Río Amarillo, antes de retirarse en 1208. Genghis comenzó a preparar entonces una invasión a gran escala. Ocupar Xia le daría un vasallo que pagaría tributo, y obtendría el control de las rutas de caravanas a lo largo de la Ruta de la seda, lo que otorgaría valiosos ingresos al imperio mongol. Además, desde Xia occidental podría lanzar incursiones en el rico territorio de los Jin.

## Primera invasión

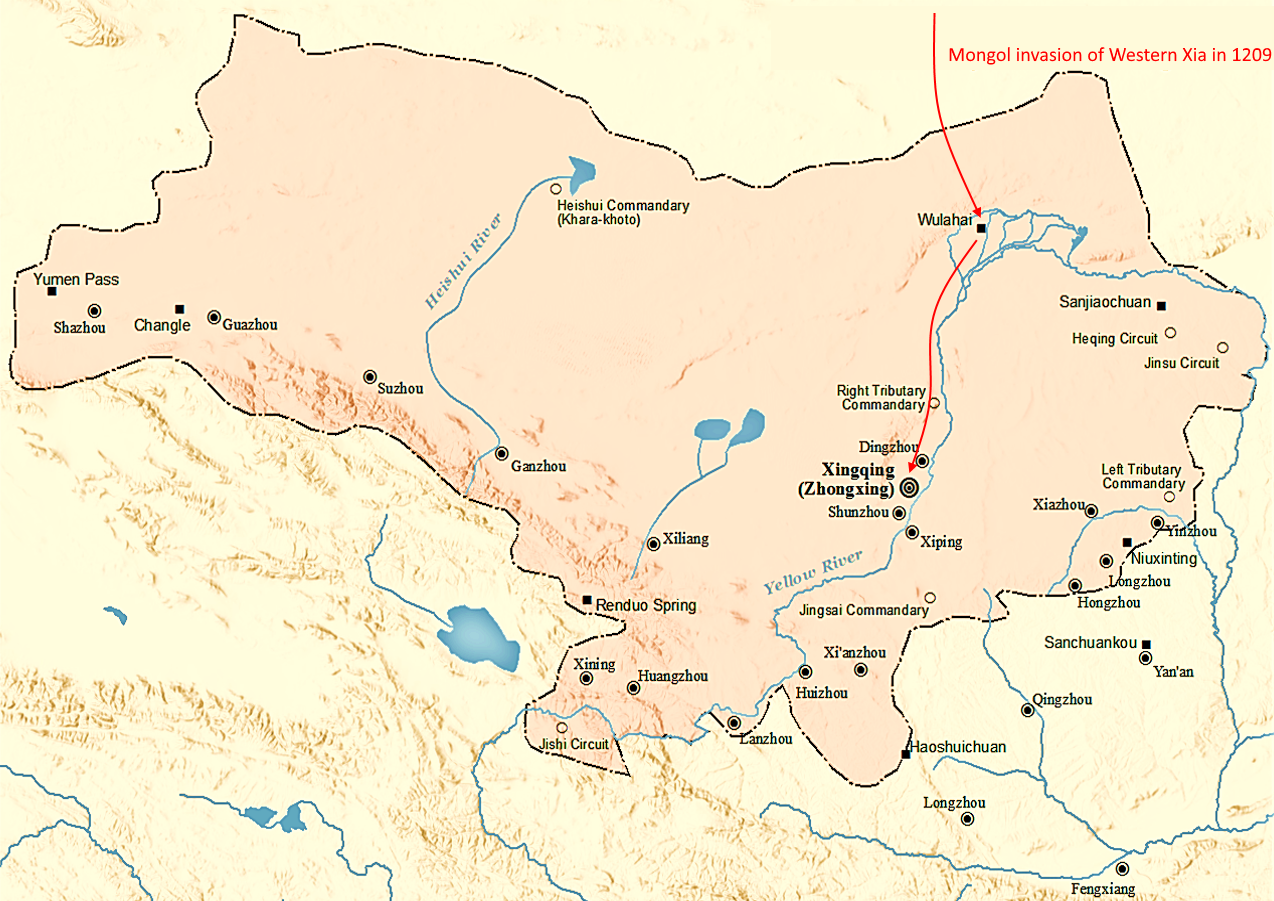
Invasión mongol de Xia occidental en 1209

En 1209, Genghis emprendió su campaña para conquistar Xia occidental. Li Anquan pidió ayuda a la dinastía Jin, pero el nuevo emperador Jin Wanyan Yongji se negó a enviarla, afirmando que «para nosotros es ventajoso que nuestros enemigos se ataquen entre ellos. ¿Dónde está el peligro para nosotros?» Tras derrotar a una fuerza liderada por Kao Liang-Hui a las afueras de Wulahai, Genghis capturó la ciudad y presionó a lo largo del río Amarillo, hasta llegar a la fortaleza de Kiemen que custodiaba el único paso a través del montañas Helan hacia la capital, Yinchuan. Pertrechada con un ejército de hasta 70 000, más 50 000 refuerzos, la fortaleza resultó demasiado difícil de capturar, y después de un enfrentamiento de dos meses los mongoles fingieron una retirada, atrayendo a la guarnición, liderada por Wei-ming Ling-kung, hacia el campo donde fue fácilmente destruida. Con el camino despejado, Genghis avanzó hacia la capital. Bien fortificada, Yinchuan tenía alrededor de 150 000 soldados, casi el doble del tamaño del ejército mongol. Con escasa experiencia en los asedios, los mongoles carecían del equipo y conocimientos adecuados. Llegaron a la ciudad en mayo, pero en octubre aún no habían entrar. Genghis intentó inundar la capital desviando el río y su red de canales hacia la ciudad, y estuvo a punto de hacer caer las murallas de Yinchuan en enero de 1210. Sin embargo, el dique utilizado para desviar el río se rompió, y la consiguiente inundación barrió el campamento mongol, obligando a los mongoles a buscar emplazamientos más elevados. A pesar de este revés, los mongoles todavía representaban una amenaza para Xia, y con las cosechas destruidas y ningún alivio de los Jin, Li Anquan accedió a someterse al dominio mongol, demostrando su lealtad al entregar a su hija, Chaka, en matrimonio a Genghis y pagando un tributo de camellos, halcones y textiles.

## Xia occidental como vasallo mongol
En 1210, Xia occidental atacó a la dinastía Jin como castigo por su negativa a ayudarlos contra los mongoles. Al año siguiente, los mongoles se unieron a Xia Occidental y comenzaron una campaña contra los Jin. El mismo año Li Anquan abdicó, y posteriormente murió, después de que Shenzong tomara el poder.
Sin embargo, a pesar de la ayuda mongola, cuando en 1217 Genghis Khan solicitó ayuda para sus campañas en Asia central, Xia occidental se negó a enviar tropas. Como advertencia los mongoles sitiaron la capital antes de retirarse. En 1219, Genghis Khan atacó Corasmia en Asia central, y solicitó la ayuda militar de Western Xia. Sin embargo, el emperador y su comandante militar Asha se negaron a participar en la campaña, afirmando que si Genghis tenía pocas tropas para atacar al Imperio corasmio, entonces no tenía derecho al poder supremo. Enfurecido, Genghis juró venganza y partió para invadir Corasmia, mientras que Xia Occidental intentó acercarse a los Jin y a los Song.

## Segunda invasión

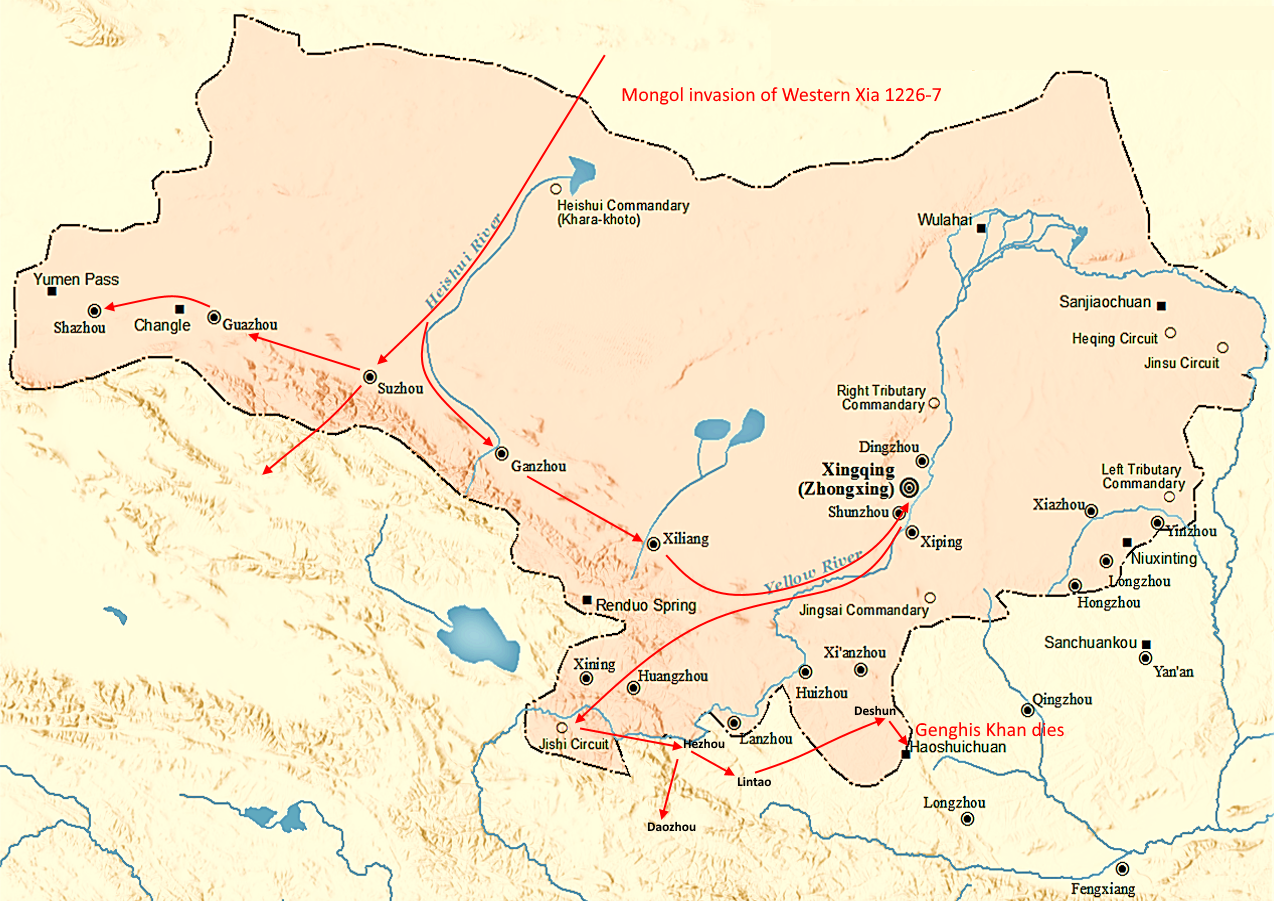
Invasión mongol de Xia occidental, 1226-1227

Tras conquistar Corasmia en 1221, Gengis preparó a sus ejércitos para castigar a Xia occidental. Mientras, el emperador Shenzong renunció al poder en 1223, dejando a su hijo, Xianzong en su lugar. En 1225, Genghis Khan atacó con unos 180 000 hombres. Después de tomar Khara-Khoto, los mongoles iniciaron un avance constante hacia el sur. Asha, comandante de las tropas de Xia occidental, no podía ir al encuentro de los mongoles, ya que esto implicaría una agotadora marcha hacia el oeste desde Yinchuan a través de 500 km de desierto. Sin ejército para enfrentarse a ellos en batalla campal, los mongoles escogieron los mejores objetivos para el ataque y, a medida que cada ciudad caía, los mongoles recurrían a prisioneros, desertores, suministros y armas para tomar la siguiente. Enfurecido por la feroz resistencia de Xia occidental, Genghis adoptó una táctica aniquiladora y ordenó a sus generales destruir sistemáticamente las ciudades y guarniciones a medida que avanzaban. Dos meses después de la conquista de Khara-Khoto, los mongoles llegaron a un punto donde las Montañas Qilian desvían el Río Etsin hacia el este, a unos 300 km al sur de Khara-Khoto. En este punto, Genghis dividió su ejército, enviando a Subutai a lidiar con las ciudades más occidentales, mientras que la fuerza principal se trasladó al este, al corazón del Imperio Xia Occidental. Genghis puso sitio a Suzhou, que cayó después de cinco semanas. Genghis luego se trasladó a Ganzhou, la ciudad natal de su general Chagaan.  El padre de Chagaan todavía comandaba la guarnición de la ciudad, por lo que Chagaan intentó negociar con él. Sin embargo, el segundo al mando de la ciudad dio un golpe de Estado, mató al padre de Chagaan y se negó a rendirse. La ciudad tardó cinco meses en someterla, y aunque el ahora furioso Genghis clamaba venganza, Chagaan lo convenció de matar solo a los 35 conspiradores que mataron al padre de Chagaan.
En agosto de 1226, Genghis se protegió del calor en las montañas Qilian mientras sus tropas se acercaban a Wuwei, la segunda ciudad más grande de Xia occidental. Al no recibirse refuerzos de la capital, Wuwei decidió rendirse y evitar la destrucción. En este punto, el emperador Xianzong murió, dejando a Mozhu al frente del colapsado estado mientras los Mongoles invadían la capital. En otoño, Genghis reunió sus tropas y tomó Liangzhou, cruzó el desierto de Helan Shan, y en noviembre puso sitio a Lingwu, a solo 30 kilómetros de Yinchuan. Aquí, en la batalla del Río Amarillo, Xia occidental lanzó un contraataque con más de 300 000 soldados, enfrentándose a las fuerzas mongolas a lo largo del río congelado y sus canales. Los mongoles destruyeron las tropas de Xia occidental, supuestamente contando 300 000 cuerpos de soldados de Xia occidental después de la batalla.
Tras llegar a Yinchuan en 1227 y asediar la ciudad, Genghis preparó la invasión de la dinastía Jin con el fin de neutralizar cualquier posible envío de refuerzos a Xia, así como preparar el asalto final al Imperio Jin. Genghis envió una fuerza bajo su hijo Ogedai y el comandante Chagaan hacia el sur, presionando las fronteras de Jin a lo largo del río Wei y el sur de Shaanxi, incluso enviando algunas tropas a las montañas de Qin para amenazar Kaifeng, la capital Jin. El propio Genghis se reunió con Subedai y se dirigió al suroeste cruzando una franja de aproximadamente 150 km de ancho en las actuales provincias Ningxia y Gansu. Subedai cruzó por el norte de la cordillera Liupan, de pueblo en pueblo, en febrero y marzo, y conquistó el valle del Tao y la región de Lanzhou. Mientras tanto, Genghis se dirigió hacia el sur, siguiendo el río Qing Shui.
De regreso a Xia occidental, Yinchuan permaneció sitiado durante seis meses, y el propio Genghis dirigió un asedio sobre Longde, mientras enviaba a Chagaan a negociar los términos. Chagaan informó que el emperador estaba dispuesto a rendirse, pero que solicitaba un mes para preparar regalos adecuados. Genghis estuvo de acuerdo, aunque en secreto planeaba matar al emperador. Durante las negociaciones de paz, Genghis continuó sus operaciones militares alrededor de las montañas de Liupan cerca de Guyuan, rechazó una oferta de paz de los Jin, y se preparó para invadirlos en la frontera con los Song. Sin embargo, en agosto de 1227, Genghis murió por causas históricamente desconocidas, y, para no poner en peligro la campaña en curso, su muerte se mantuvo en secreto. En septiembre de 1227, el emperador Mozhu se rindió a los mongoles y fue ejecutado rápidamente. Los mongoles saquearon sin piedad Yinchuan, masacraron a la población de la ciudad, saquearon las tumbas imperiales al oeste de la ciudad y completaron la aniquilación efectiva del estado Xia occidental.

### Muerte de Genghis Khan
En agosto de 1227, durante la caída de Yinchuan, Genghis Khan murió. La causa exacta de su muerte sigue siendo un misterio, y se atribuye bien a una muerte en combate contra Xia occidental, a una caída de su caballo, enfermedad o a heridas sufridas en la caza o la batalla. La Crónica de Galitzia y Volinia afirma que murió en una batalla contra Xia occidental, mientras que Marco Polo escribió que murió después de la infección de una herida de flecha que recibió durante su última campaña. Las crónicas mongolas posteriores conectan la muerte de Genghis con una princesa Xia occidental tomada como botín de guerra. Una crónica de principios del siglo XVII incluso relata la leyenda de que la princesa lo apuñaló con una pequeña daga, aunque algunos autores mongoles han dudado de esta versión y sospechan que era una invención de la tribu rival de los Oirates.

## Consecuencias

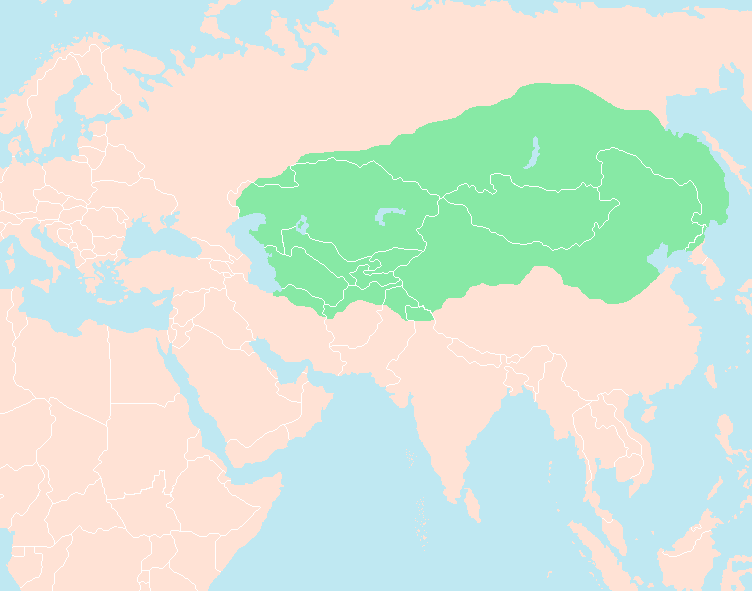
Imperio mongol en el momento de la muerte de Genghis Khan en 1227.

La destrucción de Xia occidental durante la segunda campaña fue casi total. De acuerdo con John Man, las informaciones sobre Xia son muy escasas debido a la política de aniquilación total practicada por Genghis Khan. Afirma que «se puede argumentar que este fue el primer ejemplo jamás registrado de intento de genocidio. Fue sin duda un etnocidio muy exitoso».
Sin embargo, algunos miembros de la familia real de Xia emigraron a Sichuan occidental, norte del Tíbet, incluso posiblemente al noreste India, convirtiéndose en algunos casos en gobernantes locales. Un pequeño estado de Xia occidental se estableció en el Tíbet a lo largo del curso superior de Río Yarlung, mientras que otras poblaciones Xia occidentales se establecieron en lo que ahora son las provincias modernas de Henan y Hebei. En China, restos del Xia occidental persistieron durante la Dinastía Ming.
Pese a la muerte de Genghis, el Imperio mongol consiguió derrotar a Xia occidental. Los sucesores de Genghis Khan se concentraron a continuación en unificar al resto de China. La Dinastía Jin, ya resentida por las pérdidas de tierras y tropas sufridas por las campañas mongolas desde 1211, finalmente colapsó en 1234. El reino de Dali, en el suroeste de China, cayó en 1253, y la Dinastía Song, del sur de China, se rindió en 1279 después de más de cuatro décadas de un conflicto iniciado en 1235.